# Michael Cartellone
Michael Cartellone (* 7. června 1962) je americký bubeník. V letech 1989–1996 hrál se skupinou Damn Yankees, ze které odešel do skupiny Accept. V roce 1999 se připojil k southern rockové skupině Lynyrd Skynyrd a hraje s nimi dodnes.